# 진안 김씨
진안 김씨(鎭安金氏)는 전북특별자치도 진안군을 본관으로 하는 한국의 성씨이다.
시조 김한공(金漢公)은 신라 경순왕의 후손으로 전해진다.

## 참고 자료
- “진안김씨(鎭安金氏)”. 뿌리를 찾아서.[깨진 링크(과거 내용 찾기)]